# 勒韦尔努瓦 (科多尔省)
勒韦尔努瓦（法語：Levernois，法語發音：[ləvɛʁnwa]）是法国科多尔省的一个市镇，位于该省南部，属于博讷区。

## 地理
勒韦尔努瓦（46°59'44"N, 4°52'23"E）面积3.73 平方千米，位于法国勃艮第-弗朗什-孔泰大區科多尔省，该省份为法国中东部省份，北起奥布省，西接涅夫勒省和约讷省，南至索恩-卢瓦尔省，东南接汝拉省，东临上索恩省，东北部与上马恩省接壤。
与勒韦尔努瓦接壤的市镇（或旧市镇、城区）包括：博讷、圣玛丽拉布朗什、孔贝尔托、蒙塔尼莱博讷。

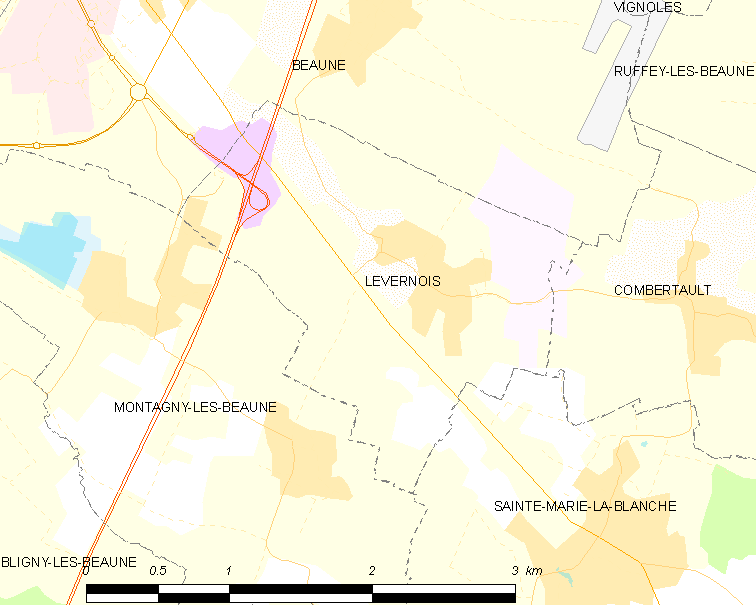
的OSM定位图

勒韦尔努瓦的时区为UTC+01:00、UTC+02:00（夏令时）。

## 行政
勒韦尔努瓦的邮政编码为21200，INSEE市镇编码为21347。

## 政治
勒韦尔努瓦所属的省级选区为拉杜瓦-塞里尼县。

## 人口

1962-2008年间人口变化图示

勒韦尔努瓦于2022年1月1日时的人口数量为364人。